# استخر کشندی
استخر کشندی یا استخر سنگی (به انگلیسی: Tide pool)، استخر کم‌عمقی از آب دریا است که در ساحل صخره‌ای جزرومدی شکل می‌گیرد. بسیاری از این استخرها تنها در هنگام جزر و مد به صورت توده‌های آبی جداگانه وجود دارند.
بسیاری از زیستگاه‌های استخر کشندی، خانه جانوران به‌ویژه سازگاری هستند که توجه طبیعت‌شناسان و زیست‌شناسان دریایی و همچنین مقاله‌نویسان فلسفی را به خود جلب کرده‌اند: جان استاین‌بک در «لوگ از دریای کورتز» نوشت: «سفارش می‌شود که از استخر جزر و مدی ستاره‌ها نگاه کنید و سپس به استخر کشندی بازگردید."

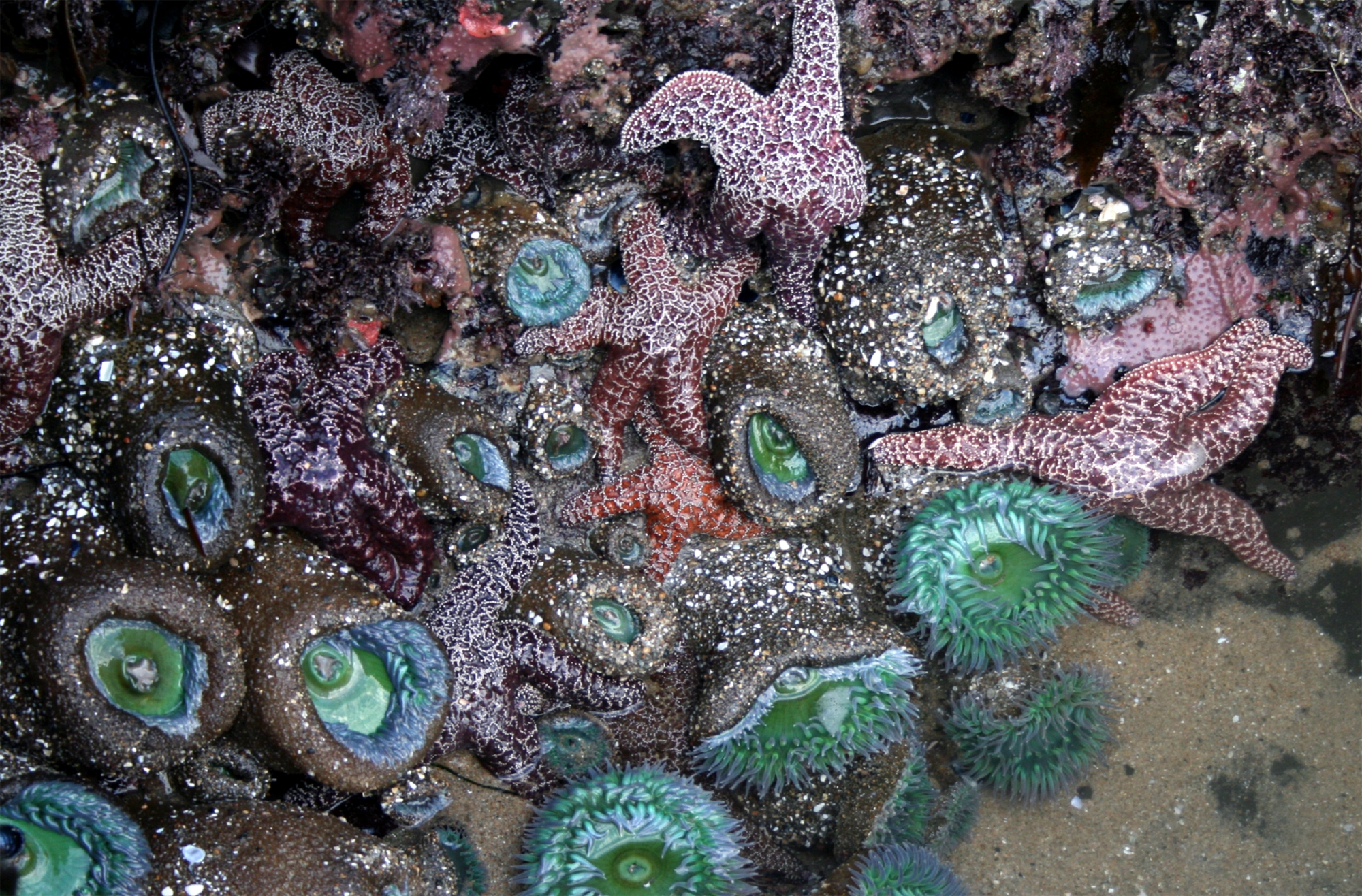
محل یک استخر کشندی در سانتا کروز، کالیفرنیا که ستاره‌های دریایی، شقایقهای دریایی و اسفنجهای دریایی را نشان می‌دهد.

استخر کشندی در پورتو کووو، ساحل غربی پرتغال

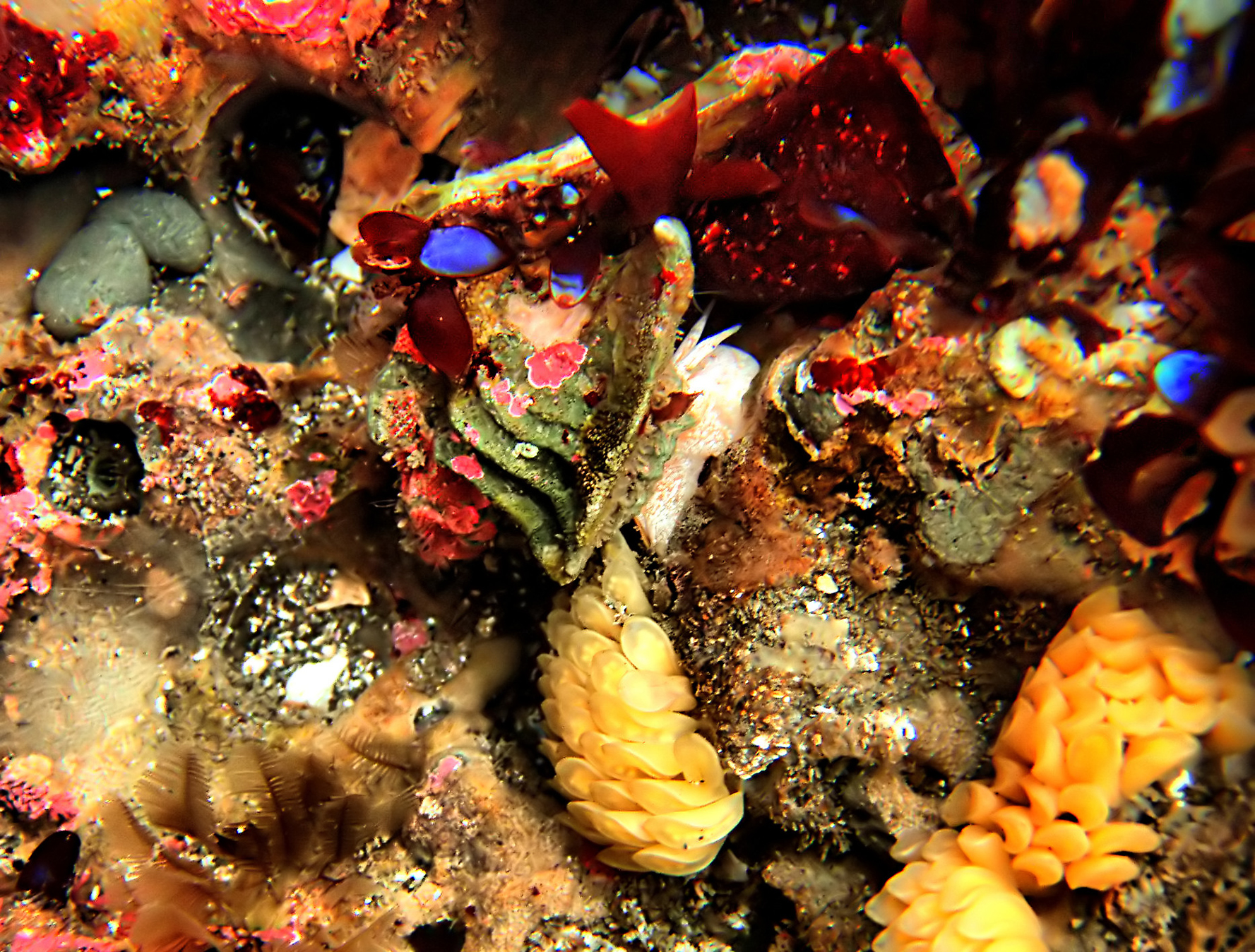
پهنه کشند پایین در استخر کشندی